# King Kongs Sohn
King Kongs Sohn ist ein US-amerikanischer Abenteuer- und Fantasyfilm aus dem Jahr 1933. In dieser Fortsetzung von King Kong und die weiße Frau von 1933, in dem der Riesenaffe King Kong auf dem Empire State Building abgeschossen wurde, steht der Sohn des legendären Riesenaffen im Mittelpunkt. Der Film wurde am 22. Dezember 1933 in den USA uraufgeführt. Am 28. Juli 1935 startete der Film als Der Sohn des King-Kong (König der Urwelt) im deutschsprachigen Teil der Schweiz. Darüber hinaus scheint im deutschsprachigen Raum zu der Zeit keine weitere Kinoauswertung stattgefunden zu haben. In der Schweiz wurde der Film offenbar in einer gekürzten Fassung gezeigt.

## Handlung
In den Monaten, nachdem Regisseur Carl Denham den Riesenaffen King Kong nach New York gebracht hat, wird er nach dessen Abschuss vom Empire State Building von Schadensersatzforderungen geplagt. Um den Forderungen zu entgehen, sticht er mit Kapitän Englehorn, mit dem er bereits zu Kongs Heimat, Skull Island, gereist war, wieder in See.
Auf der Insel Dakang lernen sie die Sängerin Helene und ihren Vater kennen, die ihr Dasein mit einer mäßigen Show bestreiten. Auf Dakang befindet sich auch Kapitän Nils Helstrom, der Denham seinerzeit die Karte nach Skull Island verkauft hatte.
In einem Streit tötet Helstrom Helenes Vater und setzt das Showtheater von Helene und ihrem Vater in  Brand. In der Kneipe erzählt Helstrom Denham und Englehorn von einem Schatz, der sich auf Skull Island befinden soll. In der Hoffnung, wieder an Geld zu kommen, steuern Denham und Englehorn gemeinsam mit Helstrom Skull Island an.
Während der Fahrt taucht Helene als blinder Passagier auf; Denham bleibt das gespannte Verhältnis zwischen ihr und Helstrom nicht verborgen. Als Helstrom die Schiffsbesatzung zur Meuterei aufstachelt, werden er, Denham, Englehorn und Helene in einem Boot ausgesetzt und landen so auf Skull Island.
Nach einem mäßig herzlichen Empfang durch den Stammeshäuptling treffen Denham und Helen auf den Sohn von King Kong und retten ihn mit Hilfe eines Baumstamms aus dem Treibsand. Denham äußert seinen Schmerz darüber, was er Monate vorher King Kong angetan hat.
Sie treffen auch auf weitere Saurier, gegen die wiederum Kong ihnen zu Hilfe eilt. Helstrom gibt zu, dass der angebliche Schatz eine Lüge war. Als Denham in einer Höhle trotzdem einen Schatz findet, wird die Insel auf einmal von einem Erdbeben erschüttert. Bei der Flucht zum Boot fällt Helstrom einem Saurier zum Opfer. Kurz bevor Skull Island in den Wasserfluten versinkt und Kong ertrinkt, kann er Denham zum rettenden Boot bringen. Auf der Heimfahrt kommen Denham und Helene sich näher.

## Synchronisation
In Deutschland erschien der Film erstmals im März 1993 als Video-Veröffentlichung auf VHS, die die ungekürzte Fassung, aber nur den englischen Originalton enthielt. Die  DVD-Veröffentlichung im Jahre 2010 enthielt ebenfalls nur den Originalton, aber mit Untertiteln.
Eine am 4. Oktober 2024 erschienene Veröffentlichung auf DVD und Blu-ray enthielt erstmals eine extra dafür angefertigte Synchronisation.
Diese Synchronfassung entstand bei The Kitchen Germany in Karlsruhe. Die Dialoge schrieb Markus Kern, Regie führte Robert Besta.
| Rolle                      | Darsteller         | Synchronsprecher    |
| -------------------------- | ------------------ | ------------------- |
| Carl Denham                | Robert Armstrong   | Jörg Bruckschen     |
| Hilda Peterson             | Helen Mack         | Bernadette Hug      |
| Kapitän Englehorn          | Frank Reicher      | Dirk Emmert         |
| Kapitän Nils Helstrom      | John Marston       | Jannek Petri        |
| Charlie, chinesischer Koch | Victor Wong        | Markus Kern         |
| Bo'sun Red                 | Ed Brady           | Christian Schultz   |
| Hildas Vater               | Clarence Wilson    | Thomas Schrimm      |
| Mrs. Hudson                | Kathrin Clare Ward | Susanne Heidenreich |

## Kritiken
„Als Fortsetzung des Sensationserfolges "King Kong" konzipiert, schlägt der Film eine gemütlichere, heitere Gangart ein. Wie schon beim Vorgänger überzeugen auch hier die verblüffenden Spezialeffekte.“